# Akermes colae.
Akermes colae. är en insektsart som först beskrevs av Green och Robert Malcolm Laing 1924.  Akermes colae. ingår i släktet Akermes och familjen skålsköldlöss.
Artens utbredningsområde är Ghana. Inga underarter finns listade i Catalogue of Life.